# Abo (Matebian)
Abo ist ein osttimoresischer Suco im Verwaltungsamt Matebian (Gemeinde Baucau).

## Geographie

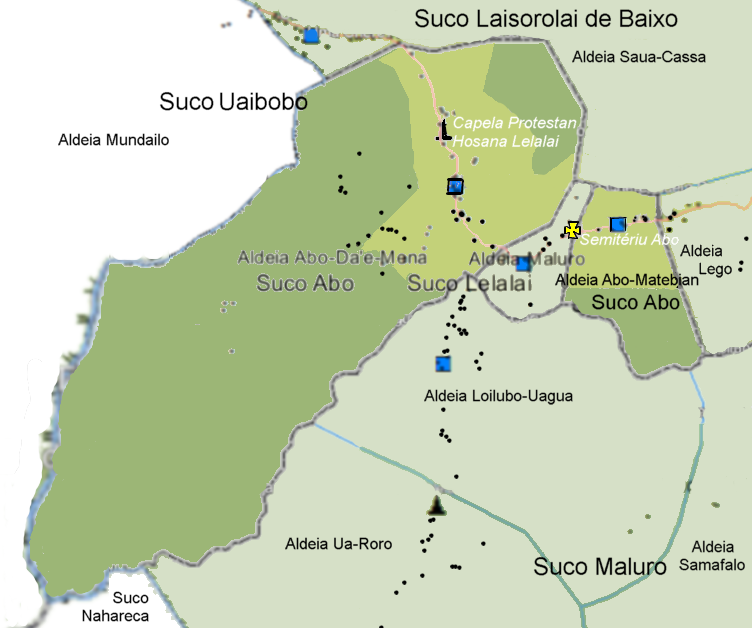
Südlicher Teil des Sucos Abo

Vor der Gebietsreform 2015 hatte Abo eine Fläche von 2,87 km². Nun sind es 6,71 km². Der Suco liegt im Norden des Verwaltungsamts Matebian.
Im Zentrum liegt der Ort Uaidora, im Süden das Dorf Osso-Messa (Ossomessa, Ossomeca) und im Norden der Ort Abo-Uaimatele (Waimatele). Grundschulen gibt es in Uaidora und in Abo-Uaimatele (Escola Primaria Catolica Abo-Uaimatele).
Im Suco befinden sich die vier Aldeias Abo Cairedo, Abo-Da'e-Mena, Abo-Lir und Abo-Matebian. Die Aldeia Osso-Messa befindet sich im Suco Bualale, während die Orte Abo-Lir (Lir) und Abo-Matebian im Suco Laisorolai de Cima liegen.

## Einwohner

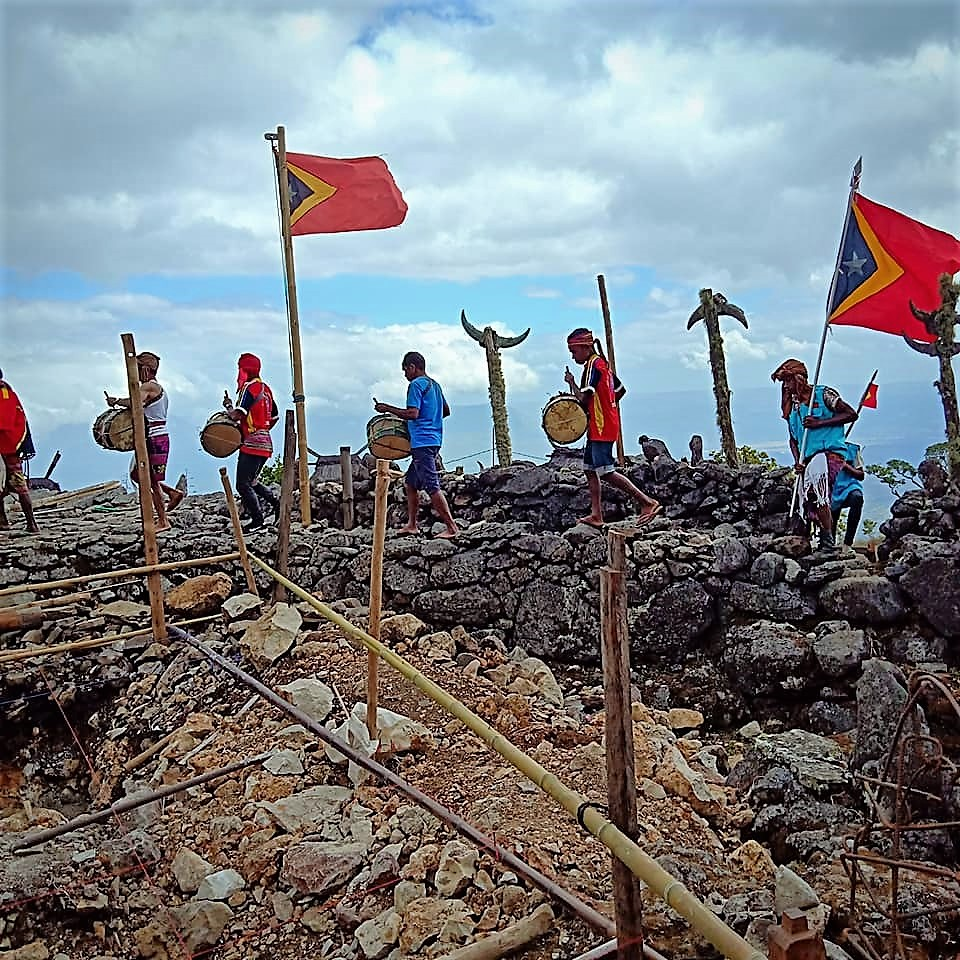
Bauarbeiten am Haus (Uma) des Liurai von Abo Dailari Matebian

Im Suco leben 1.118 Einwohner (2022), davon sind 573 Männer und 545 Frauen. Im Suco gibt es 256 Haushalte. Fast 100 % der Einwohner geben Makasae als ihre Muttersprache an.

## Politik
Bei den Wahlen von 2004/2005 wurde Adelino dos Reis zum Chefe de Suco gewählt. Bei den Wahlen 2009 gewann Salustiano Soares und 2016 Fidelio Sarmento. Er wurde 2023 wiedergewählt.
2023 wurden zum Chefe de Aldeias gewählt: Adelino F. dos Reis (Abo Cairedo), Joaquim Domingos Soares (Abo-Da'e-Mena), Alipio Soares Gusmao (Abo-Lir) und Aquelino Soares (Abo-Matebian).